# UEFA Champions League 2015-2016
La UEFA Champions League 2015-16 fu la 61ª edizione della massima competizione calcistica europea per club, e la 24ª con tale denominazione.
I suoi turni preliminari iniziarono il 30 giugno 2015 e la finale si tenne il 28 maggio 2016 allo stadio Giuseppe Meazza di Milano, per la quarta volta nella sua storia designato a ospitare la gara per il titolo.
La finale, vinta dal Real Madrid sui concittadini dell'Atlético Madrid, fu la sesta tenutasi tra due club della stessa federazione, la terza tra due appartenenti alla federazione spagnola e la seconda tra due appartenenti alla stessa città; l'unico altro precedente in tal senso fu la finale di due anni prima, nel 2014, tra le due medesime avversarie, e si risolse anche in tal caso con la vittoria del Real Madrid.

## Nuova formula
Il Comitato Esecutivo UEFA ha approvato, nel maggio del 2013, le seguenti modifiche inerenti alla Champions League, che entrano in vigore proprio a partire dalla stagione 2015-2016 (fino alla stagione 2017-2018):
- La squadra detentrice dell'Europa League è ammessa alla Champions League, in cui entra a far parte dal turno dei play-off se la detentrice della Champions League non ottiene il piazzamento in campionato necessario per partecipare direttamente alla fase a gironi. In caso contrario la detentrice dell'Europa League accede direttamente ai gironi.
- Il precedente limite di un massimo di quattro squadre per nazione viene aumentato a cinque, quindi se i campioni in carica di Champions League o Europa League (non entrambi) appartengono alle prime tre associazioni del coefficiente UEFA e non si classificano nelle prime quattro posizioni, il quarto classificato non viene retrocesso in Europa League. Se entrambi non si classificano nelle prime quattro posizioni, la quarta classificata viene retrocessa in Europa League.
- In prima fascia sono ammesse le squadre vincitrici dei sette campionati con il miglior coefficiente UEFA per nazioni del 2015 (Primera División, Premier League, Bundesliga, Serie A, Primeira Liga, Ligue 1 e Prem'er-Liga) e la squadra campione in carica della Champions League. Nel caso in cui i detentori della coppa fossero anche campioni di uno dei primi sette campionati, è ammessa la squadra vincitrice del campionato con l'ottavo coefficiente UEFA per nazioni del 2015 (Eredivisie).

### Compagini ammesse
A questa edizione prendono parte 78 squadre di 53 delle 54 federazioni affiliate alla UEFA, secondo la seguente tabella:
| Posizione della federazione in base al coefficiente UEFA per nazioni del 2014 | Numero di squadre partecipanti |
| ----------------------------------------------------------------------------- | ------------------------------ |
| 1-3                                                                           | 4                              |
| 4-6                                                                           | 3                              |
| 7-15                                                                          | 2                              |
| 16-54                                                                         | 1                              |

#### Ranking delle federazioni
Per l'edizione 2015-2016 della Champions League le federazioni sono allocate in base al coefficiente UEFA per nazioni del 2015, che prende in considerazione le prestazioni delle squadre nelle competizioni europee dalla stagione 2009-2010 a quella 2013-2014.
| Rank | Federazione     | Coeff. | Squadre |
| ---- | --------------- | ------ | ------- |
| 1    | Spagna          | 97,713 | 4+1     |
| 2    | Inghilterra     | 84,748 | 4       |
| 3    | Germania        | 81,641 | 4       |
| 4    | Italia          | 66,938 | 3       |
| 5    | Portogallo      | 62,299 | 3       |
| 6    | Francia         | 56,500 | 3       |
| 7    | Russia          | 46,998 | 2       |
| 8    | Paesi Bassi     | 44,312 | 2       |
| 9    | Ucraina         | 40,966 | 2       |
| 10   | Belgio          | 36,300 | 2       |
| 11   | Turchia         | 34,200 | 2       |
| 12   | Grecia          | 33,600 | 2       |
| 13   | Svizzera        | 33,225 | 2       |
| 14   | Austria         | 30,925 | 2       |
| 15   | Repubblica Ceca | 29,350 | 2       |
| 16   | Romania         | 27,257 | 1       |
| 17   | Israele         | 26,875 | 1       |
| 18   | Cipro           | 23,250 | 1       |

| Rank | Federazione          | Coeff. | Squadre |
| ---- | -------------------- | ------ | ------- |
| 19   | Danimarca            | 21,300 | 1       |
| 20   | Croazia              | 19,625 | 1       |
| 21   | Polonia              | 18,875 | 1       |
| 22   | Bielorussia          | 18,625 | 1       |
| 23   | Scozia               | 16,566 | 1       |
| 24   | Svezia               | 16,325 | 1       |
| 25   | Bulgaria             | 15,625 | 1       |
| 26   | Norvegia             | 14,275 | 1       |
| 27   | Serbia               | 14,125 | 1       |
| 28   | Ungheria             | 11,625 | 1       |
| 29   | Slovenia             | 11,000 | 1       |
| 30   | Slovacchia           | 11,000 | 1       |
| 31   | Moldavia             | 10,375 | 1       |
| 32   | Azerbaigian          | 10,375 | 1       |
| 33   | Georgia              | 9,875  | 1       |
| 34   | Kazakistan           | 8,250  | 1       |
| 35   | Bosnia ed Erzegovina | 7,500  | 1       |
| 36   | Finlandia            | 7,175  | 1       |

| Rank | Federazione      | Coeff. | Squadre |
| ---- | ---------------- | ------ | ------- |
| 37   | Islanda          | 6,750  | 1       |
| 38   | Lettonia         | 6,250  | 1       |
| 39   | Montenegro       | 6,000  | 1       |
| 40   | Albania          | 5,500  | 1       |
| 41   | Lituania         | 5,250  | 1       |
| 42   | Macedonia        | 5,250  | 1       |
| 43   | Irlanda          | 5,125  | 1       |
| 44   | Lussemburgo      | 4,875  | 1       |
| 45   | Malta            | 4,833  | 1       |
| 46   | Liechtenstein    | 4,500  | 0       |
| 47   | Irlanda del Nord | 3,625  | 1       |
| 48   | Galles           | 3,000  | 1       |
| 49   | Armenia          | 2,875  | 1       |
| 50   | Estonia          | 2,875  | 1       |
| 51   | Fær Øer          | 2,125  | 1       |
| 52   | San Marino       | 0,999  | 1       |
| 53   | Andorra          | 0,833  | 1       |
| 54   | Gibilterra       | 0,000  | 1       |

#### Schema dei preliminari

##### Campioni
- Primo turno (8 squadre):
  - partecipano le 8 squadre campioni nazionali dei Paesi con posizione 47-54.
- Secondo turno (34 squadre):
  - partecipano le 4 squadre vincitrici del primo turno;
  - partecipano le 30 squadre campioni nazionali dei Paesi con posizione 16-46 (escluso il Liechtenstein)[3].
- Terzo turno (20 squadre):
  - partecipano le 17 squadre vincitrici del secondo turno;
  - partecipano le 3 squadre campioni nazionali dei Paesi con posizione 13-15.
- Play-off (10 squadre):
  - partecipano le 10 squadre vincitrici del terzo turno Campioni (le 10 squadre sconfitte nel turno precedente accedono allo spareggio dell'Europa League 2015-2016).

##### Piazzati
- Terzo turno (10 squadre):
  - partecipano le 9 squadre giunte al 2º posto nei campionati nazionali dei Paesi con posizione 7-15;
  - partecipa la squadra giunta al 3º posto nel campionato nazionale del Paese con posizione 6.
- Play-off (10 squadre):
  - partecipano 2 squadre giunte al 3º posto nei campionati nazionali dei Paesi con posizione 4-5;
  - partecipano 3 squadre giunte al 4º posto nei campionati nazionali dei Paesi con posizione 1-3;
  - partecipano 5 squadre vincitrici del primo turno Piazzati (le 5 squadre sconfitte nel turno precedente accedono allo spareggio dell'Europa League 2015-2016).

#### Schema delle squadre qualificate
- 5 squadre vincitrici del play-off Campioni (le 5 squadre sconfitte nel turno precedente accedono alla fase a gironi dell'Europa League 2015-2016);
- 5 squadre vincitrici del play-off Piazzati (le 5 squadre sconfitte nel turno precedente accedono alla fase a gironi dell'Europa League 2015-2016);
- 3 squadre giunte al 3º posto nei campionati nazionali dei Paesi con posizione 1-3;
- 6 squadre giunte al 2º posto nei campionati nazionali dei Paesi con posizione 1-6;
- 12 squadre campioni nazionali dei Paesi con posizione 1-12;
- la squadra detentrice della Champions League 2014-2015;
- la squadra detentrice dell'Europa League 2014-2015.

### Fase a gironi
Se due o più squadre di uno stesso gruppo si trovano a pari punti alla fine degli incontri della fase a gironi, sono applicati i seguenti criteri per stabilire la classifica del gruppo stesso:
1. Maggior numero di punti ottenuti negli scontri diretti della fase a gironi (classifica avulsa);
2. Migliore differenza reti ottenuta negli scontri diretti della fase a gironi (classifica avulsa);
3. Maggior numero di reti segnate complessivamente durante gli scontri diretti della fase a gironi (classifica avulsa);
4. Maggior numero di reti segnate in trasferta durante gli scontri diretti della fase a gironi (classifica avulsa);
5. In caso di più squadre a pari punti, se utilizzando i criteri 1-4 un numero inferiore di squadre rispetto a quello iniziale è ancora pari, questi criteri vengono riutilizzati considerando i soli incontri fra queste squadre;
6. Miglior differenza reti complessiva, considerando tutte le partite giocate nella fase a gironi;
7. Maggior numero di reti segnate complessivamente, considerando tutte le partite della fase a gironi;
8. Miglior coefficiente UEFA (aggiornato al maggio del 2015).

Accedono agli ottavi di finale le 16 squadre che concludono questa fase prime o seconde nel rispettivo gruppo. Le squadre classificatesi terze accedono ai sedicesimi di finale dell'Europa League 2015-2016.

### Fase a eliminazione diretta
Gli ottavi di finale, i quarti di finale e le semifinali si disputano con gare di andata e ritorno, mentre la finale si disputa in partita unica. Tutti gli accoppiamenti del tabellone sono sorteggiati.

## Squadre partecipanti
I club sono stati ordinati in base al loro coefficiente UEFA (aggiornato al maggio del 2015). Accanto ad ogni club è riportata la posizione in classifica nei loro rispettivi campionati.

(*) Squadra campione in carica.
| Fase a gironi         | Fase a gironi                 | Fase a gironi         | Fase a gironi         |  |
| --------------------- | ----------------------------- | --------------------- | --------------------- |  |
| Barcellona* (1º)      | Bayern Monaco (1º)            | Porto (2º)            | Galatasaray (1º)      |  |
| Real Madrid (2º)      | Wolfsburg (2º)                | PSG (1º)              | Olympiacos (1º)       |  |
| Atlético Madrid (3º)  | Borussia Mönchengladbach (3º) | Lione (2º)            | PSV (1º)              |  |
| Chelsea (1º)          | Juventus (1º)                 | Zenit (1º)            | Siviglia (EL)         |  |
| Manchester City (2º)  | Roma (2º)                     | Dinamo Kiev (1º)      |                       |  |
| Arsenal (3º)          | Benfica (1º)                  | Gent (1º)             |                       |  |
| Play-off              |                               |                       |                       |  |
| Valencia (4º)         | Bayer Leverkusen (4º)         | Sporting Lisbona (3º) |                       |  |
| Manchester Utd (4º)   | Lazio (3º)                    |                       |                       |  |
| Terzo turno           |                               |                       |                       |  |
| Campioni              | Piazzati                      | Piazzati              | Piazzati              |  |
| Basilea (1º)          | Monaco (3º)                   | Club Bruges (2º)      | Sparta Praga (2º)     |  |
| Salisburgo (1º)       | CSKA Mosca (2º)               | Fenerbahçe (2º)       | Young Boys (2º)       |  |
| Viktoria Plzeň (1º)   | Ajax (2º)                     | Panathīnaïkos (2º)    |                       |  |
|                       | Shakhtar Donetsk (2º)         | Rapid Vienna (2º)     |                       |  |
| Secondo turno         |                               |                       |                       |  |
| Steaua Bucarest (1º)  | Malmö (1º)                    | Qarabag (1º)          | Skënderbeu (1º)       |  |
| Maccabi Tel Aviv (1º) | Ludogorets (1º)               | Dila Gori (1º)        | Žalgiris (1º)         |  |
| APOEL Nicosia (1º)    | Molde (1º)                    | Vardar (1º)           | Astana (1º)           |  |
| Midtjylland (1º)      | Partizan (1º)                 | Sarajevo (1º)         | Dundalk (1º)          |  |
| Dinamo Zagabria (1º)  | Videoton (1º)                 | HJK (1º)              | Fola Esch (1º)        |  |
| Lech Poznań (1º)      | Maribor (1º)                  | Stjarnan (1º)         | Hibernians (1º)       |  |
| BATE Borisov (1º)     | AS Trenčín (1º)               | Ventspils (1º)        | Celtic (1º)           |  |
| Milsami Orhei (1º)    | Rudar Pljevlja (1º)           |                       |                       |  |
| Primo turno           |                               |                       |                       |  |
| Levadia Tallinn (1º)  | B36 (1º)                      | Santa Coloma (1º)     | The New Saints (1º)   |  |
| Pyunik (1º)           | Folgore (1º)                  | Crusaders (1º)        | Lincoln Red Imps (1º) |  |

## Date
| Fase                        | Turno            | Sorteggio               | Andata                      | Ritorno                |
| --------------------------- | ---------------- | ----------------------- | --------------------------- | ---------------------- |
| Qualificazioni              | Primo turno      | 22 giugno 2015 (Nyon)   | 30 giugno-1 luglio 2015     | 7-8 luglio 2015        |
| Qualificazioni              | Secondo turno    | 22 giugno 2015 (Nyon)   | 14-15 luglio 2015           | 21-22 luglio 2015      |
| Qualificazioni              | Terzo turno      | 17 luglio 2015 (Nyon)   | 28-29 luglio 2015           | 4-5 agosto 2015        |
| Qualificazioni              | Spareggi         | 7 agosto 2015 (Nyon)    | 18-19 agosto 2015           | 25-26 agosto 2015      |
| Fase a gironi               | Prima giornata   | 27 agosto 2015 (Monaco) | 15-16 settembre 2015        | 15-16 settembre 2015   |
| Fase a gironi               | Seconda giornata | 27 agosto 2015 (Monaco) | 29-30 settembre 2015        | 29-30 settembre 2015   |
| Fase a gironi               | Terza giornata   | 27 agosto 2015 (Monaco) | 20-21 ottobre 2015          | 20-21 ottobre 2015     |
| Fase a gironi               | Quarta giornata  | 27 agosto 2015 (Monaco) | 3-4 novembre 2015           | 3-4 novembre 2015      |
| Fase a gironi               | Quinta giornata  | 27 agosto 2015 (Monaco) | 24-25 novembre 2015         | 24-25 novembre 2015    |
| Fase a gironi               | Sesta giornata   | 27 agosto 2015 (Monaco) | 8-9 dicembre 2015           | 8-9 dicembre 2015      |
| Fase a eliminazione diretta | Ottavi di finale | 14 dicembre 2015 (Nyon) | 16-17 e 23-24 febbraio 2016 | 8-9 e 15-16 marzo 2016 |
| Fase a eliminazione diretta | Quarti di finale | 18 marzo 2016 (Nyon)    | 5-6 aprile 2016             | 12-13 aprile 2016      |
| Fase a eliminazione diretta | Semifinali       | 15 aprile 2016 (Nyon)   | 26-27 aprile 2016           | 3-4 maggio 2016        |
| Finale                      | Finale           | 15 aprile 2016 (Nyon)   | 28 maggio 2016              | 28 maggio 2016         |

## Preliminari
Al sorteggio dei turni preliminari le squadre sono state divise in Teste di serie e Non teste di serie in base al loro coefficiente UEFA (aggiornato al maggio del 2015).

### Primo turno
8 squadre (squadre campioni dei paesi dal 47º al 54º posto):
Teste di serie
- The New Saints CC: 5,575
- Levadia Tallinn CC: 4,200
- Pyunik CC: 3,500
- Santa Coloma CC: 2,666

Non teste di serie
- Crusaders CC: 2,475
- B36 Torshavn CC: 1,450
- Lincoln Red Imps CC: 0,550
- Folgore/Falciano CC: 0,349

#### Partite
| Squadra 1        | Totale      | Squadra 2        | Andata | Ritorno |
| ---------------- | ----------- | ---------------- | ------ | ------- |
| Lincoln Red Imps | 2 - 1       | Santa Coloma     | 0 - 0  | 2 - 1   |
| Crusaders        | 1 - 1 (gfc) | Levadia Tallinn  | 0 - 0  | 1 - 1   |
| Pyunik           | 4 - 2       | Folgore/Falciano | 2 - 1  | 2 - 1   |
| B36 Torshavn     | 2 - 6       | The New Saints   | 1 - 2  | 1 - 4   |

### Secondo turno
34 squadre (30 squadre campioni dei paesi dal 16º al 45º posto, 4 squadre qualificate dal primo turno preliminare):
Teste di serie
- Steaua București CC: 40,259
- Celtic CC: 39,080
- APOEL CC: 35,460
- BATE Borisov CC: 35,150
- Ludogorets CC: 25,350
- Dinamo Zagabria CC: 24,700
- Maribor CC: 22,225
- Maccabi Tel Aviv CC: 18,200
- Lech Poznań CC: 17,275
- Partizan CC: 14,775
- Malmö CC: 12,545
- Qarabağ CC: 11,500
- HJK CC: 11,140
- Molde CC: 10,375
- Midtylland CC: 7,960
- Videoton CC: 7,950
- Skënderbeu CC: 5,575

Non teste di serie
- The New Saints CC: 5,575
- Sarajevo CC: 5,500
- Ventspils CC: 5,350
- Dila Gori CC: 4,875
- AS Trenčín CC: 4,250
- Žalgiris CC: 3,900
- Astana CC: 3,825
- Milsami Orhei CC: 3,750
- Pyunik CC: 3,500
- Rudar Pljevlja CC: 3,375
- Vardar CC: 3,175
- Stjarnan CC: 3,100
- Fola Esch CC: 2,525
- Crusaders CC: 2,475
- Dundalk CC: 2,150
- Hibernians CC: 1,591
- Lincoln Red Imps CC: 0,550

#### Partite
| Squadra 1       | Totale      | Squadra 2        | Andata | Ritorno     |
| --------------- | ----------- | ---------------- | ------ | ----------- |
| Hibernians      | 3 - 6       | Maccabi Tel Aviv | 2 - 1  | 1 - 5       |
| APOEL           | 1 - 1 (gfc) | Vardar           | 0 - 0  | 1 - 1       |
| Qarabağ         | 1 - 0       | Rudar Pljevlja   | 0 - 0  | 1 - 0       |
| Sarajevo        | 0 - 3       | Lech Poznań      | 0 - 2  | 0 - 1       |
| Maribor         | 2 - 3       | Astana           | 1 - 0  | 1 - 3       |
| BATE Borisov    | 2 - 1       | Dundalk          | 2 - 1  | 0 - 0       |
| Ventspils       | 1 - 4       | HJK              | 1 - 3  | 0 - 1       |
| Midtylland      | 3 - 0       | Lincoln Red Imps | 1 - 0  | 2 - 0       |
| Molde           | 5 - 1       | Pyunik           | 5 - 0  | 0 - 1       |
| Malmö           | 1 - 0       | Žalgiris         | 0 - 0  | 1 - 0       |
| Celtic          | 6 - 1       | Stjarnan         | 2 - 0  | 4 - 1       |
| AS Trenčín      | 3 - 4       | Steaua București | 0 - 2  | 3 - 2       |
| Partizan        | 3 - 0       | Dila Gori        | 1 - 0  | 2 - 0       |
| Ludogorets      | 1 - 3       | Milsami Orhei    | 0 - 1  | 1 - 2       |
| Dinamo Zagabria | 4 - 1       | Fola Esch        | 1 - 1  | 3 - 0       |
| Skënderbeu      | 6 - 4       | Crusaders        | 4 - 1  | 2 - 3       |
| The New Saints  | 1 - 2       | Videoton         | 0 - 1  | 1 - 1 (dts) |

### Terzo turno
Il terzo turno preliminare è diviso in due differenti percorsi: uno per le squadre campioni del proprio campionato nazionale (Campioni), uno per le altre squadre (Piazzate). Le perdenti in questo turno sono qualificate allo spareggio dell'Europa League 2015-2016.

#### Campioni
20 squadre (3 squadre campioni dei paesi dal 13º al 15º posto, 17 squadre qualificate dal secondo turno preliminare):
Gruppo 1
Teste di serie
- Basilea CC: 84,875
- Steaua București CC: 40,259
- Celtic CC: 39,080
- Astana CC: 3,825
- Milsami Orhei CC: 3,750

Non teste di serie
- Lech Poznań CC: 17,275
- Partizan CC: 14,775
- Qarabağ CC: 11,500
- HJK CC: 11,140
- Skënderbeu CC: 5,575

Gruppo 2
Teste di serie
- Salisburgo CC: 43,135
- Viktoria Plzeň CC: 41,825
- APOEL CC: 35,460
- BATE Borisov CC: 35,150
- Dinamo Zagabria CC: 24,700

Non teste di serie
- Maccabi Tel Aviv CC: 18,200
- Malmö CC: 12,545
- Molde CC: 10,375
- Midtylland CC: 7,960
- Videoton CC: 7,950

Piazzate
10 squadre (9 squadre seconde classificate nei paesi dal 7º al 15º posto, una terza classificata nel paese al 6º posto):
Teste di serie
- Shakhtar Donetsk CC: 86,033
- Ajax CC: 66,195
- CSKA Mosca CC: 55,599
- Club Brugge CC: 41,440
- Monaco CC: 31,483

Non teste di serie
- Young Boys CC: 31,375
- Sparta Praga CC: 30,825
- Fenerbahçe CC: 30,020
- Panathīnaïkos CC: 19,880
- Rapid Vienna CC: 15,635

#### Partite
| Lech Poznań      | 1 - 4       | Basilea          | 1 - 3 | 0 - 1 |
| Milsami Orhei    | 0 - 4       | Skënderbeu       | 0 - 2 | 0 - 2 |
| HJK              | 3 - 4       | Astana           | 0 - 0 | 3 - 4 |
| Celtic           | 1 - 0       | Qarabağ          | 1 - 0 | 0 - 0 |
| Steaua București | 3 - 5       | Partizan         | 1 - 1 | 2 - 4 |
| Midtylland       | 2 - 2 (gfc) | APOEL            | 1 - 2 | 1 - 0 |
| Maccabi Tel Aviv | 3 - 2       | Viktoria Plzeň   | 1 - 2 | 2 - 0 |
| Dinamo Zagabria  | 4 - 4 (gfc) | Molde            | 1 - 1 | 3 - 3 |
| Videoton         | 1 - 2       | BATE Borisov     | 1 - 1 | 0 - 1 |
| RB Salisburgo    | 2 - 3       | Malmö            | 2 - 0 | 0 - 3 |
| Piazzate         |             |                  |       |       |
| Panathīnaïkos    | 2 - 4       | Club Brugge      | 2 - 1 | 0 - 3 |
| Young Boys       | 1 - 7       | Monaco           | 1 - 3 | 0 - 4 |
| CSKA Mosca       | 5 - 4       | Sparta Praga     | 2 - 2 | 3 - 2 |
| Rapid Vienna     | 5 - 4       | Ajax             | 2 - 2 | 3 - 2 |
| Fenerbahçe       | 0 - 3       | Shakhtar Donetsk | 0 - 0 | 0 - 3 |

## Spareggi
Il turno di spareggi è anch'esso diviso in due percorsi: uno per le squadre campioni del proprio campionato nazionale (Campioni), uno per le altre squadre (Piazzate). Le squadre perdenti in questo turno sono ammesse alla fase a gironi dell'Europa League 2015-2016.

### Campioni
10 squadre (qualificate dal terzo turno preliminare):
Teste di serie
- Basilea CC: 84,875
- Celtic CC: 39,080
- APOEL Nicosia CC: 35,460
- BATE Borisov CC: 35,150
- Dinamo Zagabria CC: 24,700

Non teste di serie
- Maccabi Tel Aviv CC: 18,200
- Partizan CC: 14,775
- Malmö CC: 12,545
- Skënderbeu CC: 5,575
- Astana CC: 3,825

### Piazzate
10 squadre (2 squadre terze classificate dei paesi dal 4º al 5º posto, 3 squadre quarte classificate dei paesi dal 1º al 3º posto, 5 squadre qualificate dal terzo turno preliminare del percorso Piazzate):
- Manchester Utd CC: 103,078
- Valencia CC: 99,999
- Bayer Leverkusen CC: 87,883
- Shakthar Donetsk CC: 86,033
- Sporting CP CC: 56,276

- CSKA Mosca CC: 55,599
- Lazio CC: 49,102
- Club Brugge CC: 41.440
- Monaco CC: 31,483
- Rapid Vienna CC: 15,635

### Partite
| Squadra 1      | Totale      | Squadra 2        | Andata   | Ritorno  |          |
| Campioni       | Campioni    | Campioni         | Campioni | Campioni | Campioni |
| -------------- | ----------- | ---------------- | -------- | -------- | -------- |
| Astana         | 2 - 1       | APOEL            | 1 - 0    | 1 - 1    |          |
| Skënderbeu     | 2 - 6       | Dinamo Zagabria  | 1 - 2    | 1 - 4    |          |
| Celtic         | 3 - 4       | Malmö            | 3 - 2    | 0 - 2    |          |
| Basilea        | 3 - 3 (gfc) | Maccabi Tel Aviv | 2 - 2    | 1 - 1    |          |
| BATE           | 2 - 2 (gfc) | Partizan         | 1 - 0    | 1 - 2    |          |
| Piazzate       |             |                  |          |          |          |
| Lazio          | 1 - 3       | Bayer Leverkusen | 1 - 0    | 0 - 3    |          |
| Manchester Utd | 7 - 1       | Club Brugge      | 3 - 1    | 4 - 0    |          |
| Sporting CP    | 3 - 4       | CSKA Mosca       | 2 - 1    | 1 - 3    |          |
| Rapid Vienna   | 2 - 3       | Shakhtar Donetsk | 0 - 1    | 2 - 2    |          |
| Valencia       | 4 - 3       | Monaco           | 3 - 1    | 1 - 2    |          |

## Fase a gironi

### Sorteggio
Squadre di Londra Arsenal
 Chelsea
Partecipano alla fase a gironi: 
- 12 squadre campioni dei paesi dal 1º al 12º posto;
- 6 squadre seconde classificate nei paesi dal 1º al 6º posto;
- 3 squadre terze classificate nei paesi dal 1º al 3º posto;
- la squadra detentrice dell'Europa League 2014-2015;
- 10 squadre qualificate dai play-off.

Il sorteggio per la fase a gironi si è tenuto a Monaco il 27 agosto 2015.
Le 32 squadre sono state suddivise in otto gruppi di quattro squadre ciascuno, con la restrizione che in uno stesso gruppo non potessero essere sorteggiate due squadre provenienti da una stessa federazione. Per ragioni di sicurezza e per l'attuale situazione politica, le squadre russe ed ucraine non possono essere inserite nello stesso girone. L'unico vincolo riguarda il calendario dei kazaki dell'Astana: per via del clima rigido, la squadra giocherà l'ultima partita del girone in trasferta. Per il sorteggio le squadre sono state inserite in quattro urne secondo i seguenti princìpi (introdotti a partire dalla stagione 2015-2016):
- Nell'urna 1 sono stati inseriti i vincitori dei campionati delle prime sette federazioni secondo il coefficiente UEFA per nazioni del 2015 più la squadra campione della Champions League 2014-2015.[9][10] Poiché la detentrice del titolo (Barcellona) era anche la vincitrice del campionato di una delle prime sette federazioni, i campioni in carica della federazione posizionata all'ottavo posto (PSV Eindhoven) sono stati inseriti nell'urna 1 (Articolo 13.05 del regolamento);[11]
- Nelle urne 2, 3 e 4 sono state inserite le rimanenti squadre, posizionate secondo il loro coefficiente UEFA per club del 2015.[12][13][14]

In ogni gruppo le squadre giocano l'una contro l'altra, sia in casa che in trasferta, usando il formato del girone all'italiana. Le prime due classificate di ogni gruppo avanzano agli ottavi di finale, mentre le squadre terze classificate nei vari gironi accedono ai sedicesimi di finale dell'Europa League 2015-2016.
Le partite della fase a gironi si terranno nelle seguenti date: 15-16 settembre, 29-30 settembre, 20-21 ottobre, 3-4 novembre, 24-25 novembre e 8-9 dicembre 2015.
| Gruppo | 1ª fascia             | 2ª fascia        | 3ª fascia       | 4ª fascia           |
| A      | Paris Saint-Germain   | Real Madrid      | Šachtar         | Malmö FF            |
| B      | PSV                   | Manchester Utd   | CSKA Mosca      | Wolfsburg           |
| C      | Benfica               | Atlético Madrid  | Galatasaray     | Astana              |
| D      | Juventus              | Manchester City  | Siviglia        | Borussia M'gladbach |
| E      | Barcellona            | Bayer Leverkusen | Roma            | BATĖ Borisov        |
| F      | Bayern Monaco         | Arsenal          | Olympiacos      | Dinamo Zagabria     |
| G      | Chelsea               | Porto            | Dinamo Kiev     | Maccabi Tel Aviv    |
| H      | Zenit San Pietroburgo | Valencia         | Olympique Lione | Gent                |

#### Gruppo A
| Squadra             | P.ti | G | V | P | S | GF | GS | DG  |
| ------------------- | ---- | - | - | - | - | -- | -- | --- |
| Real Madrid         | 16   | 6 | 5 | 1 | 0 | 19 | 3  | +16 |
| Paris Saint-Germain | 13   | 6 | 4 | 1 | 1 | 12 | 1  | +11 |
| Šachtar             | 3    | 6 | 1 | 0 | 5 | 7  | 14 | -7  |
| Malmö FF            | 3    | 6 | 1 | 0 | 5 | 1  | 21 | -20 |

- Real Madrid e   Paris Saint-Germain agli ottavi di finale
- Šachtar qualificato ai sedicesimi di UEFA Europa League 2015-2016

| 1ª giornata         |     |                     |
| Paris Saint-Germain | 2-0 | Malmö FF            |
| Real Madrid         | 4-0 | Šachtar             |
| 2ª giornata         |     |                     |
| Malmö FF            | 0-2 | Real Madrid         |
| Šachtar             | 0-3 | Paris Saint-Germain |
| 3ª giornata         |     |                     |
| Malmö FF            | 1–0 | Šachtar             |
| Paris Saint-Germain | 0-0 | Real Madrid         |
| 4ª giornata         |     |                     |
| Real Madrid         | 1–0 | Paris Saint-Germain |
| Šachtar             | 4–0 | Malmö FF            |
| 5ª giornata         |     |                     |
| Malmö FF            | 0–5 | Paris Saint-Germain |
| Šachtar             | 3-4 | Real Madrid         |
| 6ª giornata         |     |                     |
| Paris Saint-Germain | 2-0 | Šachtar             |
| Real Madrid         | 8-0 | Malmö FF            |

#### Gruppo B
| Squadra        | P.ti | G | V | P | S | GF | GS | DG |
| -------------- | ---- | - | - | - | - | -- | -- | -- |
| Wolfsburg      | 12   | 6 | 4 | 0 | 2 | 9  | 6  | +3 |
| PSV            | 10   | 6 | 3 | 1 | 2 | 8  | 7  | +1 |
| Manchester Utd | 8    | 6 | 2 | 2 | 2 | 7  | 7  | 0  |
| CSKA Mosca     | 4    | 6 | 1 | 1 | 4 | 5  | 9  | -4 |

- Wolfsburg e   PSV agli ottavi di finale
- Manchester Utd qualificato ai sedicesimi di UEFA Europa League 2015-2016

| 1ª giornata    |     |                |
| PSV            | 2–1 | Manchester Utd |
| Wolfsburg      | 1–0 | CSKA Mosca     |
| 2ª giornata    |     |                |
| CSKA Mosca     | 3–2 | PSV            |
| Manchester Utd | 2–1 | Wolfsburg      |
| 3ª giornata    |     |                |
| CSKA Mosca     | 1–1 | Manchester Utd |
| Wolfsburg      | 2–0 | PSV            |
| 4ª giornata    |     |                |
| Manchester Utd | 1–0 | CSKA Mosca     |
| PSV            | 2–0 | Wolfsburg      |
| 5ª giornata    |     |                |
| CSKA Mosca     | 0-2 | Wolfsburg      |
| Manchester Utd | 0–0 | PSV            |
| 6ª giornata    |     |                |
| PSV            | 2–1 | CSKA Mosca     |
| Wolfsburg      | 3–2 | Manchester Utd |

#### Gruppo C
| Squadra         | P.ti | G | V | P | S | GF | GS | DG |
| --------------- | ---- | - | - | - | - | -- | -- | -- |
| Atlético Madrid | 13   | 6 | 4 | 1 | 1 | 11 | 3  | +8 |
| Benfica         | 10   | 6 | 3 | 1 | 2 | 10 | 8  | +2 |
| Galatasaray     | 5    | 6 | 1 | 2 | 3 | 6  | 10 | -4 |
| Astana          | 4    | 6 | 0 | 4 | 2 | 5  | 11 | -6 |

- Atlético Madrid e   Benfica agli ottavi di finale
- Galatasaray qualificato ai sedicesimi di UEFA Europa League 2015-2016

| 1ª giornata     |     |                 |
| Benfica         | 2–0 | Astana          |
| Galatasaray     | 0–2 | Atlético Madrid |
| 2ª giornata     |     |                 |
| Astana          | 2–2 | Galatasaray     |
| Atlético Madrid | 1–2 | Benfica         |
| 3ª giornata     |     |                 |
| Atlético Madrid | 4–0 | Astana          |
| Galatasaray     | 2–1 | Benfica         |
| 4ª giornata     |     |                 |
| Astana          | 0–0 | Atlético Madrid |
| Benfica         | 2–1 | Galatasaray     |
| 5ª giornata     |     |                 |
| Astana          | 2-2 | Benfica         |
| Atlético Madrid | 2–0 | Galatasaray     |
| 6ª giornata     |     |                 |
| Benfica         | 1–2 | Atlético Madrid |
| Galatasaray     | 1–1 | Astana          |

#### Gruppo D
| Squadra             | P.ti | G | V | P | S | GF | GS | DG |
| ------------------- | ---- | - | - | - | - | -- | -- | -- |
| Manchester City     | 12   | 6 | 4 | 0 | 2 | 12 | 8  | +4 |
| Juventus            | 11   | 6 | 3 | 2 | 1 | 6  | 3  | +3 |
| Siviglia            | 6    | 6 | 2 | 0 | 4 | 8  | 11 | -3 |
| Borussia M'gladbach | 5    | 6 | 1 | 2 | 3 | 8  | 12 | -4 |

- Manchester City e   Juventus agli ottavi di finale
- Siviglia qualificato ai sedicesimi di UEFA Europa League 2015-2016

| 1ª giornata         |     |                     |
| Manchester City     | 1–2 | Juventus            |
| Siviglia            | 3–0 | Borussia M'gladbach |
| 2ª giornata         |     |                     |
| Borussia M'gladbach | 1–2 | Manchester City     |
| Juventus            | 2–0 | Siviglia            |
| 3ª giornata         |     |                     |
| Juventus            | 0–0 | Borussia M'gladbach |
| Manchester City     | 2–1 | Siviglia            |
| 4ª giornata         |     |                     |
| Borussia M'gladbach | 1–1 | Juventus            |
| Siviglia            | 1–3 | Manchester City     |
| 5ª giornata         |     |                     |
| Borussia M'gladbach | 4–2 | Siviglia            |
| Juventus            | 1–0 | Manchester City     |
| 6ª giornata         |     |                     |
| Manchester City     | 4–2 | Borussia M'gladbach |
| Siviglia            | 1–0 | Juventus            |

#### Gruppo E
| Squadra          | P.ti | G | V | P | S | GF | GS | DG  |
| ---------------- | ---- | - | - | - | - | -- | -- | --- |
| Barcellona       | 14   | 6 | 4 | 2 | 0 | 15 | 4  | +11 |
| Roma             | 6    | 6 | 1 | 3 | 2 | 11 | 16 | -5  |
| Bayer Leverkusen | 6    | 6 | 1 | 3 | 2 | 13 | 12 | +1  |
| BATĖ Borisov     | 5    | 6 | 1 | 2 | 3 | 5  | 12 | -7  |

- Barcellona e   Roma agli ottavi di finale
- Bayer Leverkusen qualificato ai sedicesimi di UEFA Europa League 2015-2016

| 1ª giornata      |     |                  |
| Bayer Leverkusen | 4–1 | BATĖ Borisov     |
| Roma             | 1–1 | Barcellona       |
| 2ª giornata      |     |                  |
| Barcellona       | 2–1 | Bayer Leverkusen |
| BATĖ Borisov     | 3–2 | Roma             |
| 3ª giornata      |     |                  |
| BATĖ Borisov     | 0–2 | Barcellona       |
| Bayer Leverkusen | 4–4 | Roma             |
| 4ª giornata      |     |                  |
| Barcellona       | 3–0 | BATĖ Borisov     |
| Roma             | 3–2 | Bayer Leverkusen |
| 5ª giornata      |     |                  |
| BATĖ Borisov     | 1–1 | Bayer Leverkusen |
| Barcellona       | 6–1 | Roma             |
| 6ª giornata      |     |                  |
| Bayer Leverkusen | 1–1 | Barcellona       |
| Roma             | 0–0 | BATĖ Borisov     |

#### Gruppo F
| Squadra         | P.ti | G | V | P | S | GF | GS | DG  |
| --------------- | ---- | - | - | - | - | -- | -- | --- |
| Bayern Monaco   | 15   | 6 | 5 | 0 | 1 | 19 | 3  | +16 |
| Arsenal         | 9    | 6 | 3 | 0 | 3 | 12 | 10 | +2  |
| Olympiacos      | 9    | 6 | 3 | 0 | 3 | 6  | 13 | -7  |
| Dinamo Zagabria | 3    | 6 | 1 | 0 | 5 | 3  | 14 | -11 |

- Bayern Monaco e   Arsenal agli ottavi di finale
- Olympiacos qualificato ai sedicesimi di UEFA Europa League 2015-2016

| 1ª giornata     |     |                 |
| Dinamo Zagabria | 2–1 | Arsenal         |
| Olympiacos      | 0–3 | Bayern Monaco   |
| 2ª giornata     |     |                 |
| Arsenal         | 2–3 | Olympiacos      |
| Bayern Monaco   | 5–0 | Dinamo Zagabria |
| 3ª giornata     |     |                 |
| Arsenal         | 2–0 | Bayern Monaco   |
| Dinamo Zagabria | 0–1 | Olympiacos      |
| 4ª giornata     |     |                 |
| Bayern Monaco   | 5–1 | Arsenal         |
| Olympiacos      | 2–1 | Dinamo Zagabria |
| 5ª giornata     |     |                 |
| Arsenal         | 3–0 | Dinamo Zagabria |
| Bayern Monaco   | 4–0 | Olympiacos      |
| 6ª giornata     |     |                 |
| Dinamo Zagabria | 0-2 | Bayern Monaco   |
| Olympiacos      | 0-3 | Arsenal         |

#### Gruppo G
| Squadra          | P.ti | G | V | P | S | GF | GS | DG  |
| ---------------- | ---- | - | - | - | - | -- | -- | --- |
| Chelsea          | 13   | 6 | 4 | 1 | 1 | 13 | 3  | +10 |
| Dinamo Kiev      | 11   | 6 | 3 | 2 | 1 | 8  | 4  | +4  |
| Porto            | 10   | 6 | 3 | 1 | 2 | 9  | 8  | +1  |
| Maccabi Tel Aviv | 0    | 6 | 0 | 0 | 6 | 1  | 16 | -15 |

- Chelsea e   Dinamo Kiev agli ottavi di finale
- Porto qualificato ai sedicesimi di UEFA Europa League 2015-2016

| 1ª giornata      |     |                  |
| Chelsea          | 4–0 | Maccabi Tel Aviv |
| Dinamo Kiev      | 2–2 | Porto            |
| 2ª giornata      |     |                  |
| Maccabi Tel Aviv | 0–2 | Dinamo Kiev      |
| Porto            | 2–1 | Chelsea          |
| 3ª giornata      |     |                  |
| Dinamo Kiev      | 0–0 | Chelsea          |
| Porto            | 2–0 | Maccabi Tel Aviv |
| 4ª giornata      |     |                  |
| Chelsea          | 2–1 | Dinamo Kiev      |
| Maccabi Tel Aviv | 1–3 | Porto            |
| 5ª giornata      |     |                  |
| Maccabi Tel Aviv | 0–4 | Chelsea          |
| Porto            | 0–2 | Dinamo Kiev      |
| 6ª giornata      |     |                  |
| Chelsea          | 2-0 | Porto            |
| Dinamo Kiev      | 1-0 | Maccabi Tel Aviv |

#### Gruppo H
| Squadra               | P.ti | G | V | P | S | GF | GS | DG |
| --------------------- | ---- | - | - | - | - | -- | -- | -- |
| Zenit San Pietroburgo | 15   | 6 | 5 | 0 | 1 | 13 | 6  | +7 |
| Gent                  | 10   | 6 | 3 | 1 | 2 | 8  | 7  | +1 |
| Valencia              | 6    | 6 | 2 | 0 | 4 | 5  | 9  | -4 |
| Olympique Lione       | 4    | 6 | 1 | 1 | 4 | 5  | 9  | -4 |

- Zenit San Pietroburgo e   Gent agli ottavi di finale
- Valencia qualificato ai sedicesimi di UEFA Europa League 2015-2016

| 1ª giornata           |     |                       |
| Gent                  | 1–1 | Olympique Lione       |
| Valencia              | 2–3 | Zenit San Pietroburgo |
| 2ª giornata           |     |                       |
| Olympique Lione       | 0–1 | Valencia              |
| Zenit San Pietroburgo | 2–1 | Gent                  |
| 3ª giornata           |     |                       |
| Valencia              | 2–1 | Gent                  |
| Zenit San Pietroburgo | 3–1 | Olympique Lione       |
| 4ª giornata           |     |                       |
| Gent                  | 1–0 | Valencia              |
| Olympique Lione       | 0–2 | Zenit San Pietroburgo |
| 5ª giornata           |     |                       |
| Zenit San Pietroburgo | 2-0 | Valencia              |
| Olympique Lione       | 1–2 | Gent                  |
| 6ª giornata           |     |                       |
| Gent                  | 2–1 | Zenit San Pietroburgo |
| Valencia              | 0–2 | Olympique Lione       |

## Fase a eliminazione diretta

### Tabellone
|  | Ottavi di finale      | Ottavi di finale | Ottavi di finale | Ottavi di finale |   |                     | Quarti di finale | Quarti di finale | Quarti di finale | Quarti di finale |  |                 | Semifinali | Semifinali | Semifinali | Semifinali |                   |       | Finale | Finale |
|  |                       |                  |                  |                  |   |                     |                  |                  |                  |                  |  |                 |            |            |            |            |                   |       |        |        |
|  | Paris Saint-Germain   | 2                | 2                | 4                |   |                     |                  |                  |                  |                  |  |                 |            |            |            |            |                   |       |        |        |
|  | Chelsea               | 1                | 1                | 2                |   |                     |                  |                  |                  |                  |  |                 |            |            |            |            |                   |       |        |        |
|  | Chelsea               | 1                | 1                | 2                |   | Paris Saint-Germain | 2                | 0                | 2                |                  |  |                 |            |            |            |            |                   |       |        |        |
|  |                       |                  |                  |                  |   | Paris Saint-Germain | 2                | 0                | 2                |                  |  |                 |            |            |            |            |                   |       |        |        |
|  |                       | Manchester City  | 2                | 1                | 3 |                     |                  |                  |                  |                  |  |                 |            |            |            |            |                   |       |        |        |
|  | Dinamo Kiev           | Manchester City  | 2                | 1                | 3 | 1                   | 0                | 1                |                  |                  |  |                 |            |            |            |            |                   |       |        |        |
|  | Dinamo Kiev           |                  |                  |                  |   | 1                   | 0                | 1                |                  |                  |  |                 |            |            |            |            |                   |       |        |        |
|  | Manchester City       | 3                | 0                | 3                |   |                     |                  |                  |                  |                  |  |                 |            |            |            |            |                   |       |        |        |
|  | Manchester City       | 3                | 0                | 3                |   |                     |                  |                  |                  |                  |  | Manchester City | 0          | 0          | 0          |            |                   |       |        |        |
|  |                       |                  |                  |                  |   |                     |                  |                  |                  |                  |  | Manchester City | 0          | 0          | 0          |            |                   |       |        |        |
|  |                       | Real Madrid      | 0                | 1                | 1 |                     |                  |                  |                  |                  |  |                 |            |            |            |            |                   |       |        |        |
|  | Gent                  | Real Madrid      | 0                | 1                | 1 | 2                   | 0                | 2                |                  |                  |  |                 |            |            |            |            |                   |       |        |        |
|  | Gent                  |                  |                  |                  |   | 2                   | 0                | 2                |                  |                  |  |                 |            |            |            |            |                   |       |        |        |
|  | Wolfsburg             | 3                | 1                | 4                |   |                     |                  |                  |                  |                  |  |                 |            |            |            |            |                   |       |        |        |
|  | Wolfsburg             | 3                | 1                | 4                |   | Wolfsburg           | 2                | 0                | 2                |                  |  |                 |            |            |            |            |                   |       |        |        |
|  |                       |                  |                  |                  |   | Wolfsburg           | 2                | 0                | 2                |                  |  |                 |            |            |            |            |                   |       |        |        |
|  |                       | Real Madrid      | 0                | 3                | 3 |                     |                  |                  |                  |                  |  |                 |            |            |            |            |                   |       |        |        |
|  | Roma                  | Real Madrid      | 0                | 3                | 3 | 0                   | 0                | 0                |                  |                  |  |                 |            |            |            |            |                   |       |        |        |
|  | Roma                  |                  |                  |                  |   | 0                   | 0                | 0                |                  |                  |  |                 |            |            |            |            |                   |       |        |        |
|  | Real Madrid           | 2                | 2                | 4                |   |                     |                  |                  |                  |                  |  |                 |            |            |            |            |                   |       |        |        |
|  | Real Madrid           | 2                | 2                | 4                |   |                     |                  |                  |                  |                  |  |                 |            |            |            |            | Real Madrid (dtr) | 1 (5) |        |        |
|  |                       |                  |                  |                  |   |                     |                  |                  |                  |                  |  |                 |            |            |            |            |                   | 1 (5) |        |        |
|  |                       | Atlético Madrid  | 1 (3)            |                  |   |                     |                  |                  |                  |                  |  |                 |            |            |            |            |                   |       |        |        |
|  | Arsenal               | Atlético Madrid  | 1 (3)            | 0                | 1 | 1                   |                  |                  |                  |                  |  |                 |            |            |            |            |                   |       |        |        |
|  | Arsenal               |                  |                  | 0                | 1 | 1                   |                  |                  |                  |                  |  |                 |            |            |            |            |                   |       |        |        |
|  | Barcellona            | 2                | 3                | 5                |   |                     |                  |                  |                  |                  |  |                 |            |            |            |            |                   |       |        |        |
|  | Barcellona            | 2                | 3                | 5                |   | Barcellona          | 2                | 0                | 2                |                  |  |                 |            |            |            |            |                   |       |        |        |
|  |                       |                  |                  |                  |   | Barcellona          | 2                | 0                | 2                |                  |  |                 |            |            |            |            |                   |       |        |        |
|  |                       | Atlético Madrid  | 1                | 2                | 3 |                     |                  |                  |                  |                  |  |                 |            |            |            |            |                   |       |        |        |
|  | PSV                   | Atlético Madrid  | 1                | 2                | 3 | 0                   | 0                | 0 (7)            |                  |                  |  |                 |            |            |            |            |                   |       |        |        |
|  | PSV                   |                  |                  |                  |   | 0                   | 0                | 0 (7)            |                  |                  |  |                 |            |            |            |            |                   |       |        |        |
|  | Atlético Madrid (dtr) | 0                | 0                | 0 (8)            |   |                     |                  |                  |                  |                  |  |                 |            |            |            |            |                   |       |        |        |
|  | Atlético Madrid (dtr) | 0                | 0                | 0 (8)            |   |                     |                  |                  |                  |                  |  | Atlético Madrid | 1          | 1          | 2          |            |                   |       |        |        |
|  |                       |                  |                  |                  |   |                     |                  |                  |                  |                  |  | Atlético Madrid | 1          | 1          | 2          |            |                   |       |        |        |
|  |                       | Bayern Monaco    | 0                | 2                | 2 |                     |                  |                  |                  |                  |  |                 |            |            |            |            |                   |       |        |        |
|  | Juventus              | Bayern Monaco    | 0                | 2                | 2 | 2                   | 2                | 4                |                  |                  |  |                 |            |            |            |            |                   |       |        |        |
|  | Juventus              |                  |                  |                  |   | 2                   | 2                | 4                |                  |                  |  |                 |            |            |            |            |                   |       |        |        |
|  | Bayern Monaco (dts)   | 2                | 4                | 6                |   |                     |                  |                  |                  |                  |  |                 |            |            |            |            |                   |       |        |        |
|  | Bayern Monaco (dts)   | 2                | 4                | 6                |   | Bayern Monaco       | 1                | 2                | 3                |                  |  |                 |            |            |            |            |                   |       |        |        |
|  |                       |                  |                  |                  |   | Bayern Monaco       | 1                | 2                | 3                |                  |  |                 |            |            |            |            |                   |       |        |        |
|  |                       | Benfica          | 0                | 2                | 2 |                     |                  |                  |                  |                  |  |                 |            |            |            |            |                   |       |        |        |
|  | Benfica               | Benfica          | 0                | 2                | 2 | 1                   | 2                | 3                |                  |                  |  |                 |            |            |            |            |                   |       |        |        |
|  | Benfica               |                  |                  |                  |   | 1                   | 2                | 3                |                  |                  |  |                 |            |            |            |            |                   |       |        |        |
|  | Zenit San Pietroburgo | 0                | 1                | 1                |   |                     |                  |                  |                  |                  |  |                 |            |            |            |            |                   |       |        |        |

### Ottavi di finale

#### Sorteggio
Il sorteggio degli ottavi di finale si è tenuto alle ore 12:00 del 14 dicembre a Nyon.
Le squadre sono state suddivise in due urne, una contenente le vincitrici dei gironi e l'altra contenente le seconde classificate.
Le squadre provenienti dallo stesso girone o dallo stesso paese non possono affrontarsi, così come, a seguito di una decisione del Comitato Esecutivo UEFA, le squadre di Russia e Ucraina.
Le vincitrici dei gironi disputeranno in trasferta la partita di andata il 16-17 e 23-24 febbraio, per poi giocare in casa il ritorno l'8-9 e 15-16 marzo.
| Gruppo | Testa di serie        | Non testa di serie  |
| ------ | --------------------- | ------------------- |
| A      | Real Madrid           | Paris Saint-Germain |
| B      | Wolfsburg             | PSV                 |
| C      | Atlético Madrid       | Benfica             |
| D      | Manchester City       | Juventus            |
| E      | Barcellona            | Roma                |
| F      | Bayern Monaco         | Arsenal             |
| G      | Chelsea               | Dinamo Kiev         |
| H      | Zenit San Pietroburgo | Gent                |

### Tabella riassuntiva
| Squadra 1           | Totale          | Squadra 2             | Andata | Ritorno     |
| ------------------- | --------------- | --------------------- | ------ | ----------- |
| Gent                | 2 - 4           | Wolfsburg             | 2 - 3  | 0 - 1       |
| Roma                | 0 - 4           | Real Madrid           | 0 - 2  | 0 - 2       |
| Paris Saint-Germain | 4 - 2           | Chelsea               | 2 - 1  | 2 - 1       |
| Arsenal             | 1 - 5           | Barcellona            | 0 - 2  | 1 - 3       |
| Juventus            | 4 - 6           | Bayern Monaco         | 2 - 2  | 2 - 4 (dts) |
| PSV                 | 0 - 0 (7-8 dcr) | Atlético Madrid       | 0 - 0  | 0 - 0       |
| Benfica             | 3 - 1           | Zenit San Pietroburgo | 1 - 0  | 2 - 1       |
| Dinamo Kiev         | 1 - 3           | Manchester City       | 1 - 3  | 0 - 0       |

### Quarti di finale

#### Sorteggio
Il sorteggio si è tenuto il 18 marzo a Nyon alle 12:00 (CET).
| Squadre             |
| ------------------- |
| Atlético Madrid     |
| Barcellona          |
| Bayern Monaco       |
| Benfica             |
| Manchester City     |
| Paris Saint-Germain |
| Real Madrid         |
| Wolfsburg           |

#### Tabella riassuntiva
| Squadra 1           | Totale | Squadra 2       | Andata | Ritorno |
| ------------------- | ------ | --------------- | ------ | ------- |
| Wolfsburg           | 2 - 3  | Real Madrid     | 2 - 0  | 0 - 3   |
| Bayern Monaco       | 3 - 2  | Benfica         | 1 - 0  | 2 - 2   |
| Barcellona          | 2 - 3  | Atlético Madrid | 2 - 1  | 0 - 2   |
| Paris Saint-Germain | 2 - 3  | Manchester City | 2 - 2  | 0 - 1   |

### Semifinali

#### Sorteggio
Il sorteggio si è tenuto il 15 aprile a Nyon alle 11:45 (CEST). Per ragioni amministrative, dopo aver stabilito gli accoppiamenti delle squadre, un ulteriore sorteggio ha stabilito quale vincitrice delle due semifinali giocherà in casa la finale di Milano.
| Squadre         |
| --------------- |
| Atlético Madrid |
| Bayern Monaco   |
| Manchester City |
| Real Madrid     |

#### Tabella riassuntiva
| Squadra 1       | Totale      | Squadra 2     | Andata | Ritorno |
| --------------- | ----------- | ------------- | ------ | ------- |
| Manchester City | 0 - 1       | Real Madrid   | 0 - 0  | 0 - 1   |
| Atlético Madrid | 2 - 2 (gfc) | Bayern Monaco | 1 - 0  | 1 - 2   |

### Finale
| Arbitro: | Mark Clattenburg |

|                                    |                      |                              |
| Ramos 15’                          | Marcatori            | 79’ Carrasco                 |
| Vázquez Marcelo Bale Ramos Ronaldo | Tiri di rigore 5 – 3 | Griezmann Gabi Saúl Juanfran |

| Real Madrid | Atlético Madrid |

| P               | 1  | Keylor Navas      | 47’   |     |
| D               | 15 | Daniel Carvajal   | 11’   | 52’ |
| D               | 4  | Sergio Ramos (c)  | 90+3’ |     |
| D               | 3  | Pepe              | 112’  |     |
| D               | 12 | Marcelo           |       |     |
| C               | 14 | Casemiro          | 79’   |     |
| C               | 19 | Luka Modrić       |       |     |
| C               | 8  | Toni Kroos        |       | 72’ |
| A               | 11 | Gareth Bale       |       |     |
| A               | 9  | Karim Benzema     |       | 77’ |
| A               | 7  | Cristiano Ronaldo |       |     |
| Sostituti:      |    |                   |       |     |
| P               | 13 | Kiko Casilla      |       |     |
| D               | 6  | Nacho             |       |     |
| D               | 23 | Danilo            | 93’   | 52’ |
| C               | 10 | James Rodríguez   |       |     |
| C               | 18 | Lucas Vázquez     |       | 77’ |
| C               | 22 | Isco              |       | 72’ |
| A               | 20 | Jesé              |       |     |
| Allenatore:     |    |                   |       |     |
| Zinédine Zidane |    |                   |       |     |

| P             | 13 | Jan Oblak                 |       |      |
| D             | 20 | Juanfran                  |       |      |
| D             | 15 | Stefan Savić              |       |      |
| D             | 2  | Diego Godín               |       |      |
| D             | 3  | Filipe Luís               |       | 109’ |
| C             | 17 | Saúl Ñíguez               |       |      |
| C             | 14 | Gabi (c)                  | 90+3’ |      |
| C             | 12 | Augusto Fernández         |       | 46’  |
| C             | 6  | Koke                      |       | 116’ |
| A             | 7  | Antoine Griezmann         |       |      |
| A             | 9  | Fernando Torres           | 61’   |      |
| Sostituti:    |    |                           |       |      |
| P             | 1  | Miguel Ángel Moyà         |       |      |
| D             | 19 | Lucas Hernández           |       | 109’ |
| D             | 24 | José Giménez              |       |      |
| C             | 5  | Tiago                     |       |      |
| C             | 21 | Yannick Ferreira Carrasco |       | 46’  |
| C             | 22 | Thomas                    |       | 116’ |
| A             | 16 | Ángel Correa              |       |      |
| Allenatore:   |    |                           |       |      |
| Diego Simeone |    |                           |       |      |

## Classifica marcatori
| Gol | Rigori |  | Giocatore          | Squadra               |
| --- | ------ |  | ------------------ | --------------------- |
| 16  | 2      |  | Cristiano Ronaldo  | Real Madrid           |
| 9   |        |  | Robert Lewandowski | Bayern Monaco         |
| 8   | 1      |  | Luis Suárez        | Barcellona            |
| 8   | 1      |  | Thomas Müller      | Bayern Monaco         |
| 7   | 1      |  | Antoine Griezmann  | Atlético Madrid       |
| 6   | 1      |  | Lionel Messi       | Barcellona            |
| 6   |        |  | Artëm Dzjuba       | Zenit San Pietroburgo |
| 5   | 1      |  | Olivier Giroud     | Arsenal               |
| 5   | 1      |  | Javier Hernández   | Bayer Leverkusen      |
| 5   |        |  | Zlatan Ibrahimović | Paris Saint-Germain   |
| 5   |        |  | Willian            | Chelsea               |
| 4   |        |  | Karim Benzema      | Real Madrid           |
| 4   |        |  | Nicolás Gaitán     | Benfica               |
| 4   |        |  | Hulk               | Zenit San Pietroburgo |
| 4   |        |  | Admir Mehmedi      | Bayer Leverkusen      |

## Squadra della stagione[16]
| Ruolo | Naz.                  | Giocatore          | Squadra             |
| ----- | --------------------- | ------------------ | ------------------- |
| P     | Slovenia (bandiera)   | Jan Oblak          | Atlético Madrid     |
| P     | Germania (bandiera)   | Manuel Neuer       | Bayern Monaco       |
| D     | Uruguay (bandiera)    | Diego Godín        | Atlético Madrid     |
| D     | Spagna (bandiera)     | Juanfran           | Atlético Madrid     |
| D     | Brasile (bandiera)    | Thiago Silva       | Paris Saint-Germain |
| D     | Spagna (bandiera)     | Sergio Ramos       | Real Madrid         |
| D     | Brasile (bandiera)    | Marcelo            | Real Madrid         |
| C     | Spagna (bandiera)     | Gabi               | Atlético Madrid     |
| C     | Spagna (bandiera)     | Koke               | Atlético Madrid     |
| C     | Spagna (bandiera)     | Andrés Iniesta     | Barcellona          |
| C     | Germania (bandiera)   | Toni Kroos         | Real Madrid         |
| C     | Croazia (bandiera)    | Luka Modrić        | Real Madrid         |
| A     | Francia (bandiera)    | Antoine Griezmann  | Atlético Madrid     |
| A     | Uruguay (bandiera)    | Luis Suárez        | Barcellona          |
| A     | Argentina (bandiera)  | Lionel Messi       | Barcellona          |
| A     | Polonia (bandiera)    | Robert Lewandowski | Bayern Monaco       |
| A     | Portogallo (bandiera) | Cristiano Ronaldo  | Real Madrid         |
| A     | Galles (bandiera)     | Gareth Bale        | Real Madrid         |